# Heide (Ganderkesee)

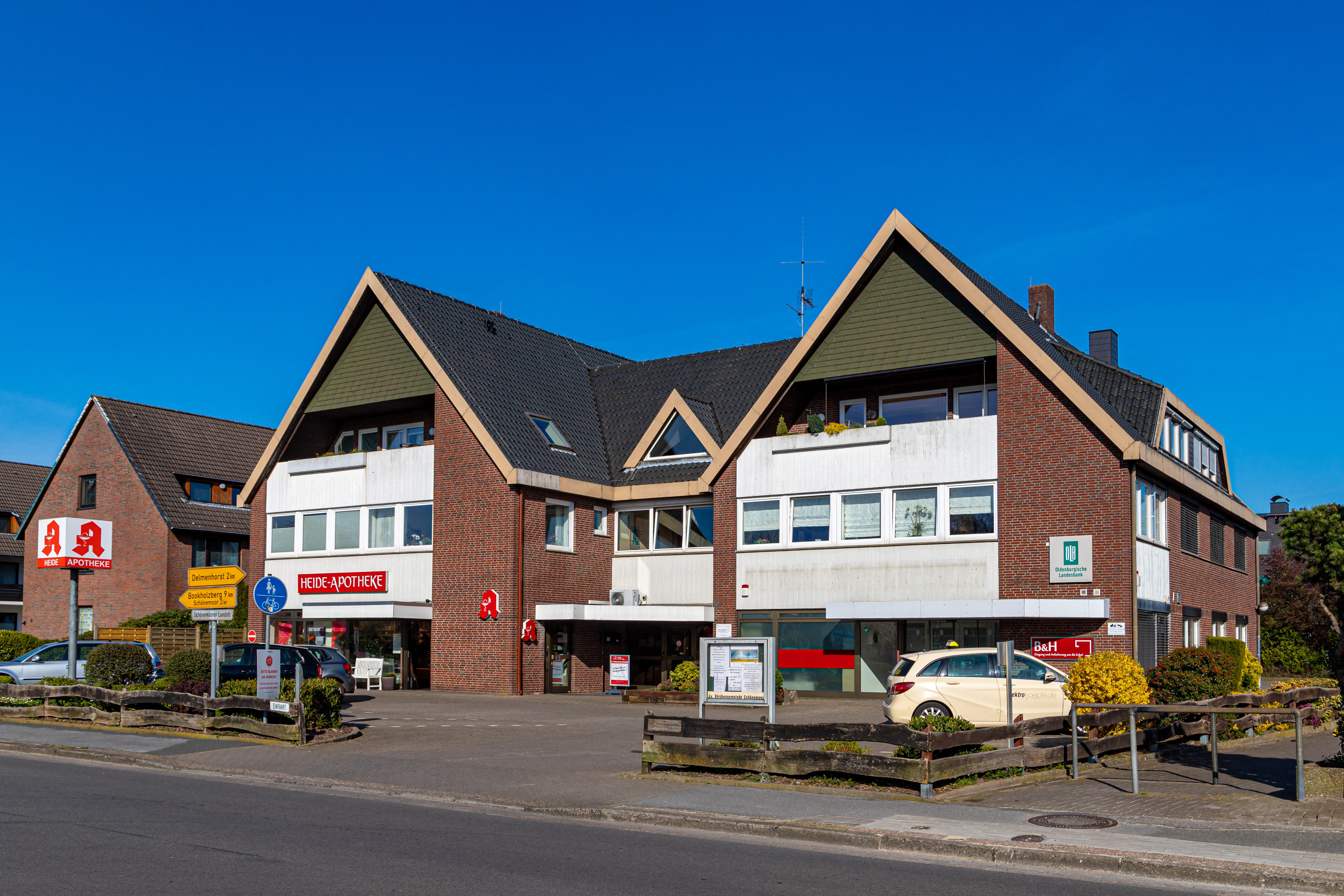
Arztpraxen und Apotheke in der Schönemoorer Landstraße

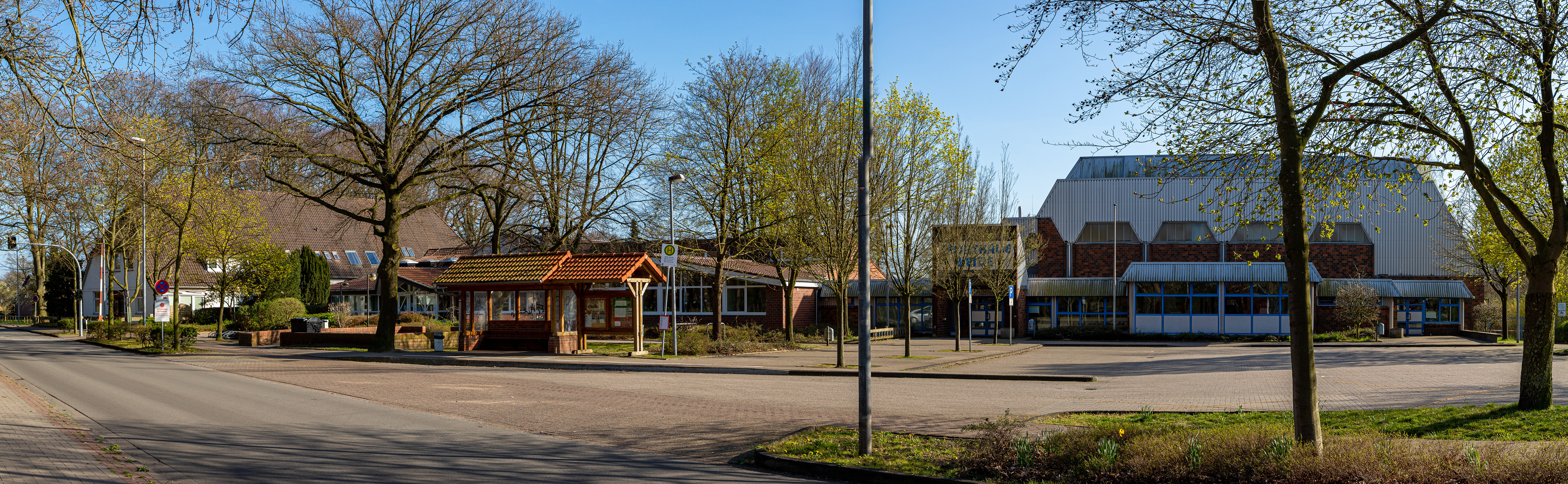
Grundschule Heide mit Sporthalle

Heide ist ein Ortsteil der Gemeinde Ganderkesee im niedersächsischen Landkreis Oldenburg.

## Geografie
Der Ortsteil liegt nordöstlich vom Kernbereich von Ganderkesee am nördlichen Ortsrand von Delmenhorst. Im Nordwesten grenzt er an den Ortsteil Schönemoor, im Westen an Schierbrok und im Südwesten an Hoykenkamp. Südlich in 4 km Entfernung verläuft die A 28.

## Wirtschaft und Infrastruktur
Der Ortsteil ist über die montags bis freitags zweistündlich verkehrende Buslinie 221 an den öffentlichen Personennahverkehr angebunden. Diese Linie wird als Bürgerbus durch den Verkehrsverbund Bremen/Niedersachsen betrieben. Sie verbindet Heide mit den Bahnhöfen in Schierbrok und Delmenhorst.
Im Ärztehaus an der Schönemoorer Landstraße sind ein Allgemeinmediziner, eine Ärztin für Frauenheilkunde und Geburtshilfe sowie ein Zahnarzt niedergelassen. Hier befindet sich außerdem eine Apotheke. In einem Gebäude  des vor einigen Jahren entstandenen Neubaugebiets Schönemoorer Landstraße/Heider Ring befinden sich ein weiterer Zahnarzt, ein Friseursalon, eine Einrichtung für betreutes Wohnen und eine Praxis für Physiotherapie. Am Tannenweg befindet sich die Seniorenwohngemeinschaft "Sonne von Heide" für Menschen mit Demenz. An der Schönemoorer Landstraße befinden sich zusätzlich ein Supermarkt, eine Bäckerei sowie eine Bank.
Die im Schulweg gelegene Grundschule Heide besuchen derzeit etwa 200 Schülerinnen und Schüler.

## Quelle
- Ganderkesee Heide. Abgerufen am 25. August 2014.